# هنري ريتشموند
هنري ريتشموند (بالإنجليزية: Henry Richmond)‏ هو قسيس بريطاني، ولد في 6 يناير 1936، وتوفي في 16 مارس 2017.